# نظرية التعرض الانتقائي
التعرُّض الانتقائي هو نظرية في مجال علم النفس، تُستخدم غالبًا في أبحاث الإعلام والتواصل والتي استخدمت تاريخيًا للإشارة إلى ميل الأفراد إلى تفضيل المعلومات التي تدعم وجهات نظرهم الموجودة مسبقًا مع اجتناب المعلومات التي تناقض ذلك. أشير إلى التعرض الانتقائي أيضًا في النصوص المختلفة على مر الأعوام باسم «انحياز الملائمة» أو «الانحياز التأكيدي».
وفقًا للاستخدام التاريخي للمصطلح، يميل الأشخاص إلى تحديد جوانب معينة من المعلومات التي يتعرضون لها ويدمجونها في تفكيرهم. يعتمد انتقاء هذه الجوانب على منظورهم للأمور ومعتقداتهم ومواقفهم وقراراتهم. يمكن للأشخاص تجزيئ المعلومات التي يتعرضون لها ذهنيًا، وانتقاء الأدلة الأكثر ملائمةً وتجنب نقيضتها. اشتق أساس هذه النظرية من نظرية التنافر المعرفي، التي تؤكد على أنه عندما يواجه الأشخاص أفكار متناقضة؛ تتفعل آليات دفاعية ذهنية تُحدث انسجامًا بين الأفكار الجديدة والمعتقدات الموجودة مسبقًا مؤديةً إلى ما يسمى التوازن المعرفي. يُعرف التوازن المعرفي على أنه حالة من التوازن بين التمثيل الذهني لعالم الشخص ومحيطه، وهو جوهري جدًا في فهم التعرض الانتقائي. وفقًا لجان بياجيه فإنه عندما يتواجد التناقض، يجد الأشخاص أنه «غير مرض بطبيعته».
يعتمد التعرض الانتقائي على الافتراض بأن الشخص سيستمر في البحث عن المعلومات حيال قضية ما، حتى بعد اتخاذه موقفًا بشأنها. ستؤثر عدة عوامل على موقف الشخص من تلك القضية وستُعزز هذه العوامل خلال عملية اتخاذ القرار.
عُرض التعرض الانتقائي في سياقات مختلفة مثل مواقف تفيد الذات أو المواقف التي يكون فيها الأفراد متحيزون فيما يتعلق بالمجموعات الخارجية أو بآراء معينة أو بالقضايا الشخصية أو بقضايا المجموعة.

## التأثير على صنع القرار

### اتخاذ القرارات الفردية مقابل المجموعة
يمكن أن يؤثر التعرض الانتقائي على القرارات التي يتخذها الأشخاص كأفراد أو كمجموعات لأنهم قد لا يرغبون في تغيير وجهات نظرهم ومعتقداتهم بشكل جماعي أو كل فرد على حدة. من الأمثلة التاريخية للتأثيرات الكارثية للتعرض الانتقائي وتأثيراته على ديناميات المجموعة، سلسلة الأحداث التي أدت إلى غزو خليج الخنازير في عام 1961. حصل الرئيس جون إف كينيدي على تأييد مستشاريه في الإذن بخصوص غزو كوبا من قبل الأجانب المدربين بشكل ضعيف، وذلك بالرغم من الأدلة القاطعة على أنها مناورة تكتيكية حمقاء وتدل على سوء تقدير. كان المستشارون متحمسون للغاية لإرضاء الرئيس لدرجة أنهم أكدوا على تحيزهم المعرفي للغزو بدلًا من رفض الخطة الخاطئة. تغيير المعتقدات حول الذات والأشخاص الآخرين والعالم هي ثلاثة متغيرات لسبب قلق الأشخاص من المعلومات الجديدة. أظهرت مجموعة متنوعة من الدراسات أن تأثيرات التعرض الانتقائي يمكن أن تحدث في سياق اتخاذ القرارات الفردية والجماعية. وقد حُددت العديد من المتغيرات الظرفية التي تزيد من الميل نحو التعرض الانتقائي. علم النفس الاجتماعي على وجه الخصوص يُشمِل في البحث مجموعة متنوعة من العوامل الظرفية والعمليات النفسية ذات الصلة التي تقنع الشخص في نهاية المطاف باتخاذ القرار الصائب. بالإضافة إلى ذلك، ومن منظور علم النفس، يمكن أن تنجم تأثيرات التعرض الانتقائي عن حسابات ذهنية وتحفيزية.

### تأثير كمية المعلومات
وفقًا للدراسة البحثية التي أجراها فيشر وشولتس هارت وآخرون، فقد كان لكمية المعلومات المتعلقة بالقرار التي تعرض لها المشاركون تأثير كبير على مستويات تعرضهم الانتقائي. شهدت المجموعة التي أعطيت معلومات متعلقة بقرارين فقط مستويات منخفضة من التعرض الانتقائي مقارنةً بالمجموعة الأخرى التي قُدم لها عشرة معلومات لتقيّمها. لفت هذا البحث الأنظار بشكل أكبر إلى العمليات الذهنية التي تحصل لدى الأفراد عندما يكونون أمام كمية قليلة من المعلومات المتسقة وغير المتسقة مع القرارات. أظهرت الدراسة أنه في حالات مشابهة، يصبح الفرد أكثر تشكيكًا بقراراته الأولية بسبب عدم توافر المصادر. وبدأوا بالاعتقاد أنه لا توجد أدلة أو بيانات كافية بخصوص مجال معين طُلب منهم اتخاذ قرار متعلق به. ولهذا السبب يصبح الموضوع أكثر أهمية في عملية التفكير الأولية ويركز على المصادر المتسقة وغير المتسقة مع القرارات مما يقلل مستويات تعرضهم الانتقائي. بالنسبة للمجموعة التي كان لديها معلومات أكثر فإن هذا العامل قد جعلهم واثقين بشكل أكبر في قرارهم الأولي نظرًا لأنهم كانوا مطمئنين أن الموضوع الذي يتوجب عليهم اتخاذ قرار بشأنه مدعم بشكل جيد بعدد كبير من المصادر.
لذلك فإن كمية المعلومات المتعلقة وغير المتعلقة بالقرار المتاحة للأفراد تؤثر على مستويات تعرضهم الانتقائي خلال عمليات صنع القرار.
ينتشر التعرض الانتقائي بين الأفراد والمجموعات ويمكن أن يؤثر إما من خلال رفض الأفكار أو المعلومات الجديدة التي لا تتوافق مع المثالية الأصلية.